# Пам'ятник Волі
Пам'ятник Волі - пам'ятник який був встановлений в Краматорську в 1942 році після звільнення міста від більшовиків.
28 жовтня 1942 році в річницю визволення Краматорська від більшовиків завдяки місцевій організації ОУН на центральній площі Краматорська на постаменті замість Леніна було встановлено золотий тризуб України.
За іншими відомостями пам'ятник був встановлений раніше. Вперше він згадується в червні 1942 року, про це повідомляє вісник ОУН:
|  | " Краматорськ головний центр північного Донбасу. Тут на площі перед міською управою стоїть прекрасний пам'ятник волі із великим золотим Тризубом." |

Коли був знищений пам'ятник достовірно невідомо вперше місто радянські війська зайняли в лютому 1943 на нетривалий час. 
Остаточно радянські війська зайняли місто 7 вересня 1943 року.